# 엔에이지
엔에이지온라인(N-Age, nageonline) 게임은 3D 격투 게임이다.

## 개요
- 2001년 12월 21일에 이소프넷[1]에 의해 만들어짐.